# Хамад бин Абдуллах бин Сауд бин Худейр
Хамад бин Абдуллах бин Сауд бин Худейр (род. 4 ноября 1966, Эр-Рияд) — дипломат Саудовской Аравии. Посол Саудовской Аравии в Азербайджане (с 2018).

## Биография
Родился 4 ноября 1966 года в Эр-Рияде. В 1996 году окончил Бриджпортский университет по специальности «деловое администрирование». В 1997 году получил степень магистра того же университета по специальности «управление проектированием». В 2006 году получил степень доктора философии в Каирском университете по специальности «государственное управление».
С 1992 по 1997 год являлся председателем 5-го комитета постоянной миссии Саудовской Аравии при ООН (Нью-Йорк).
С 1998 по 1999 год являлся региональным генеральным менеджером «Zamil Group».
С 2000 по 2007 год являлся советником посольства Саудовской Аравии в Египте.
С 2007 по 2010 год работал в Инспекционном управлении МИД Саудовской Аравии.
С 2015 по 2016 год — поверенный в делах посольства Саудовской Аравии в Дании.
С 2016 по 2017 год работал в Агентстве политики и экономики Саудовской Аравии. С 2017 по 2018 год работал в Агентстве по международным делам Саудовской Аравии.
Посол Саудовской Аравии в Азербайджане (29 декабря 2018 — 17 августа 2023).
Владеет арабским и английским языками.